# 伊岐津志駅
伊岐津志駅（いぎつしえき）は、かつて岐阜県加茂郡八百津町伊岐津志にあった名古屋鉄道東美線の駅である。

## 歴史
- 1930年（昭和5年）10月1日：東美鉄道兼山 - 八百津間開業に際し開設。
- 1943年（昭和18年）3月1日：合併により名古屋鉄道東美線の駅となる。
- 1944年（昭和19年）：営業休止。
- 1948年（昭和23年）5月16日：線名改称により八百津線の駅となる。
- 1969年（昭和44年）4月5日：廃駅。

## 利用状況
『岐阜県統計書』によると、年間乗車人員、降車人員は以下の通りである。
| 年度     | 乗車人員（人） | 降車人員（人） | 出典  |
| -------- | -------------- | -------------- | ----- |
| 1930年度 | 2,415          | 2,455          | [ 3 ] |
| 1931年度 |                |                |       |
| 1932年度 |                |                |       |
| 1933年度 |                |                |       |
| 1934年度 | 2,893          | 2,598          | [ 4 ] |
| 1935年度 | 2,928          | 2,682          | [ 1 ] |

## 隣の駅
所属路線、隣の駅は営業時代のもの。
名古屋鉄道
東美線
中野駅 - 伊岐津志駅 - 八百津駅